# William Farr

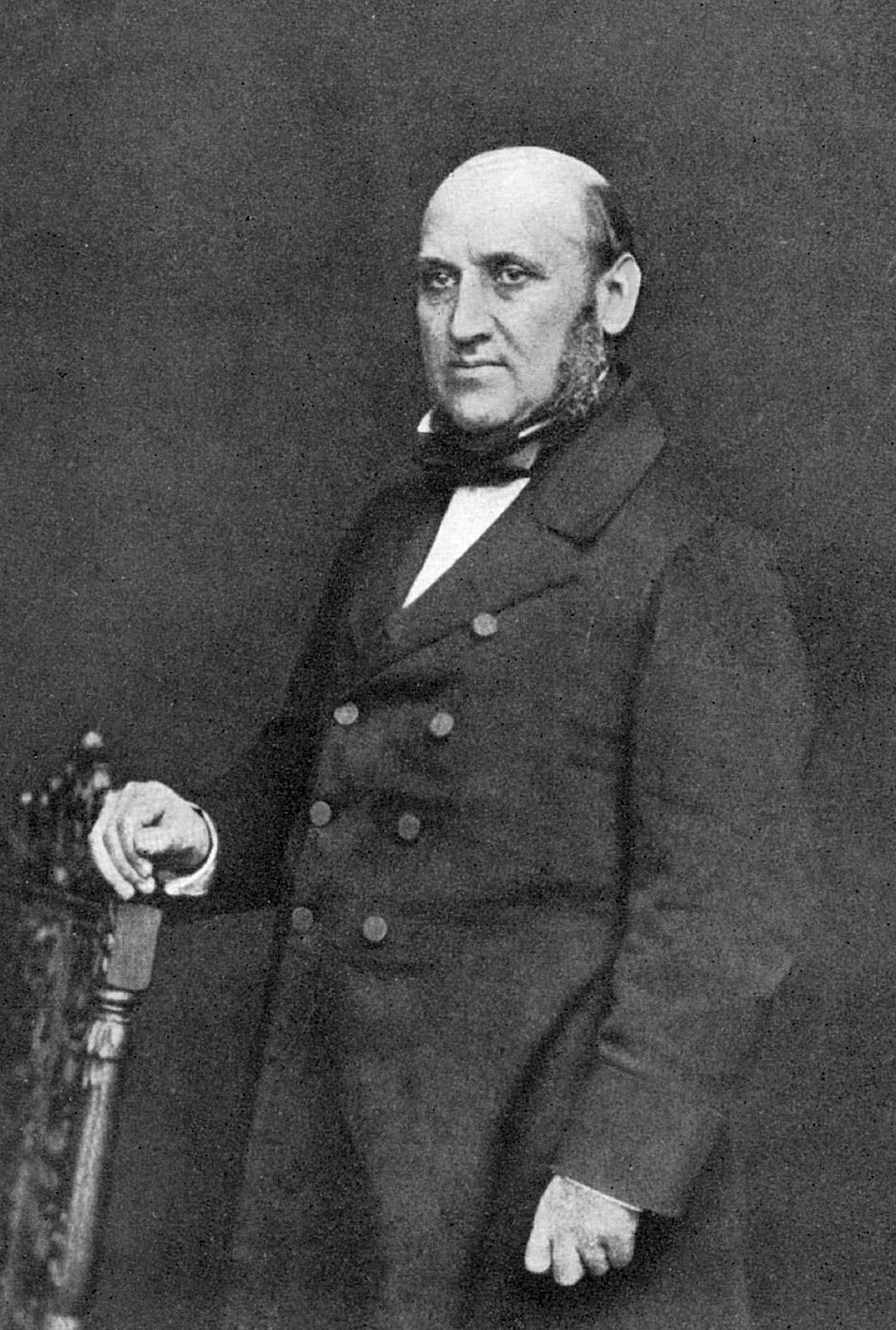
William Farr.

William Farr, född 30 november 1807 i Kenley, Shropshire, död 14 april 1883, var en engelsk läkare och statistiker.
Farr inträdde 1838 i General Register Office och organiserade samt blev chef för dess statistiska byrå. Förutom åtskilliga arbeten av medicinskt innehåll författade han årsberättelser om den allmänna hälsovården och dödsorsakerna i England (1837–1878) samt Vital Statistics, Finance of Life, Paper of the Income-Tax och andra statistiska verk. Han redigerade vidare de digra English Life-Tables (1864), som uträknades och trycktes av svenskarna Georg och Edvard Scheutz sedan 1859 i engelska statistiska byrån arbetande räknemaskin. Farr invaldes som utländsk ledamot av svenska Vetenskapsakademien 1871.